# Historia gospodarcza
Historia gospodarcza – dziedzina historii zajmująca się rozwojem i przejawami życia gospodarczego w przeszłości. W pracach historyków gospodarczych stosowane są metody statystyczne, nawiązuje się też często do nauk takich jak: antropologia, historia kultury materialnej, historia społeczna, demografia historyczna.

## Powstanie i rozwój historii gospodarczej

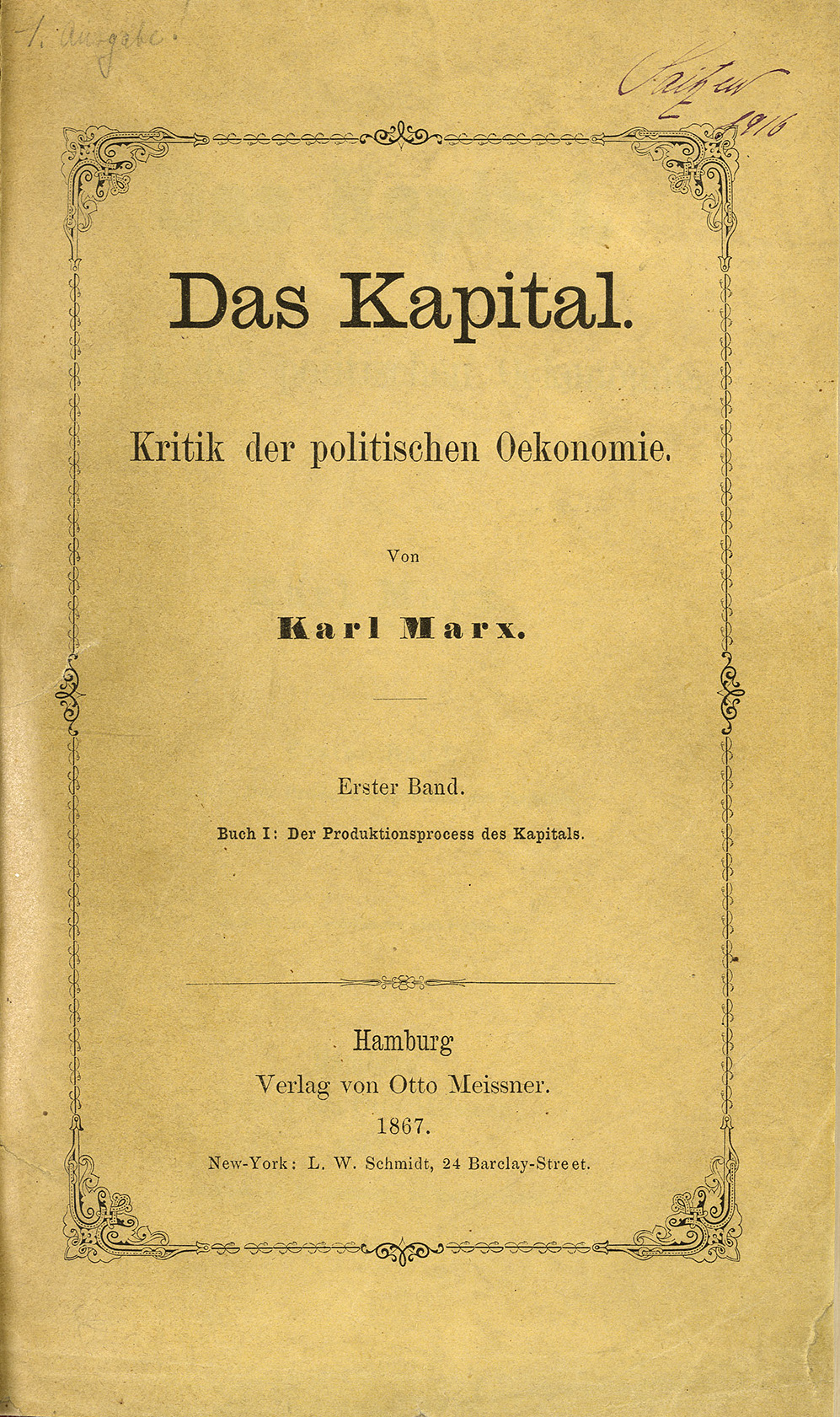
Strona tytułowa Kapitału

Choć pewne informacje dotyczące życia gospodarczego odnaleźć można już w dziełach historyków starożytnych, zainteresowanie historią gospodarczą jako samodzielną dziedziną pojawia się dopiero na przełomie XVIII i XIX wieku pod wpływem rozwoju ekonomii politycznej. Za podstawowe prace z tego okresu uznać można The state of the poor: or an history of labouring classes in England from conquest to the present period (1797) autorstwa ucznia Adama Smitha – Fredericka Mortona Edena oraz Das nationale System der politischen Oekonomie (1841) Friedricha Lista. Tradycję tę kontynuowali także Karol Marks i Fryderyk Engels w swoim Kapitale.
W XIX wieku, mimo wciąż dużego nacisku na historię polityczną, wciąż rozszerzano zakres badań historycznych, szczególnie zaś historii społecznej i gospodarczej. Ważnym ośrodkiem badań nad historią gospodarczą, z racji wysokiego poziomu rozwoju ekonomicznego, stała się wówczas Anglia. Już w 1805 roku ukazały się czterotomowe dzieje angielskiego handlu, manufaktur i żeglugi Davida Macphersona, a w 1812 roku jego Historia europejskiego handlu z Indiami. W latach 1838–1857 T. Took i W. Newmarch opublikowali historie cen i pieniądza w Anglii, zaś w latach 1836–1843 G. R. Porter dzieje gospodarcze imperium brytyjskiego. Wiele uwagi poświęcono badaniom nad położeniem „ubogich”, bowiem rosnąca klasa robotnicza była wtedy nowym zjawiskiem. Dziejami gospodarczymi zajmowali się teoretycy socjalizmu – Karol Marks i Fryderyk Engels.
Historią gospodarczą zajęło się wielu historyków niemieckich i austriackich. Theodor Inama von Sternegg (1843-1908) wsławił się opracowaniem wielkiej historii gospodarczej Niemiec, szczególnie agrarnej (która wzbudziła zainteresowanie innych historyków niemieckich, m.in. G. Hansena i G.L.M. Maurera). Spośród historyków austriackich dziejami gospodarczymi zajęli się badacze tej miary, co Heinrich Ritter von Srbik (1878-1951) oraz Alfons Dopsch (1868-1953). Na osobną uwagę zasługują francuskie badania historyczno-gospodarcze, bowiem nie tyle szkoła metodyczna Monoda, ile właśnie te badania stały się faktem, który stopniowo przeniósł centrum rozwoju historiografii z Niemiec do Francji. Historycy zajmujący się dziejami gospodarczymi sięgali po nowe metody, a ich badania były mniej podatne na presje polityczne i ideologiczne. Do grupy francuskich historyków gospodarczych, którzy zaczęli publikować swoje prace jeszcze przed I wojną światową, zaliczymy przede wszystkim Georges’a d’Avenela (1855-1939), autora monumentalnej „Historii gospodarczej własności, płac, żywności i wszystkich cen w ogólności od roku 1200 do 1800” (1894-1909, 7 tomów). Henri Sée (1864-1936) zajął się historią gospodarczą, a także agrarną, należał do mistrzów Jana Rutkowskiego, jednego z twórców polskiej historii gospodarczej. Henri Hauser (1866-1946) w roku 1898 opublikował pracę „Robotnicy w dawnych czasach”. Ten z kolei był mistrzem jednego z głównych badaczy historii gospodarczej w XX wieku Fernanda Braudela.
Historia gospodarcza podobnie jak w wiekach wcześniejszych była obecna w badaniach historycznych, dopiero jednak w wieku XIX zainteresowanie tą dziedziną znakomicie wzrosło, co potem znalazło swą kontynuację w XX wieku.
W drugiej połowie XIX wieku powstała tzw. nowsza szkoła ekonomiczna, która znajdując się nadal w nurcie ekonomii politycznej dokonała istotnego postępu w zakresie wykorzystywania w swych badaniach różnorodnych źródeł historycznych oraz odejścia od mechanicznego stosowania w opisie przeszłości współczesnych teorii ekonomicznych.
Po I wojnie światowej dochodzi do szybkiego rozwoju historii gospodarczej. Staje się ona przedmiotem uniwersyteckim (w zależności od kraju zaliczanym albo do ekonomii, albo historii), ukazywać się zaczynają poświęcone jej czasopisma (Journal of Economic and Business History (1926), Economic History Review (1927), Annales d'histoire, économique et sociale (1929), a w Polsce od roku 1931 Roczniki Dziejów Społecznych i Gospodarczych). Do głosu doszły też dwie szkoły, które wywarły największy wpływ na dalszy rozwój historii gospodarczej: francuska szkoła Annales oraz historiografia marksistowska (wbrew pozorom, najważniejsi przedstawiciele tego nurtu nie działali w państwach socjalistycznych, ale w krajach kapitalistycznych). Powstają też pierwsze szeroko zakrojone międzynarodowe badania porównawcze nad historią cen (od roku 1930).
Na ukształtowanie się historii gospodarczej jako odrębnej dziedziny w latach po pierwszej wojnie światowej, największy wpływ miała szkoła Annales. Jej główni przedstawiciele w okresie międzywojennym Lucien Febvre i Marc Bloch (1886-1944) założyli w 1929 roku czasopismo pod nazwą „Annales d’Histoire Economique et Sociale” (w 1946 roku przemianowane na „Annales. Economies, Societes, Civilisations”). Czasopismo, podobnie jak wymienieni dwaj historycy, związane było z VI Sekcją Ecole Pratique des Hautes Etudes (obecnie: Ecole Pratique des Hautes Etudes en Science Sociales). Od nazwy tego czasopisma pochodzi nazwa szkoły Annales. Szkołą Annales określano grupę historyków francuskich związanych z tym periodykiem, jak i z VI Sekcją. Później nazwa ta została objęta też dla historyków spoza Francji podejmujących postulowane przez „Annales” nowe problemy badawcze. Szkoła Annales postulowała odejście do historii zdarzeniowej – politycznej a zajęcie się historią mentalności, historii społecznej i gospodarczej. W 1931 roku Marc Bloch opublikował „Les caracteres originaux de l’histoire rurale francaise”, w którym omówił główne cechy francuskiego rozwoju agrarnego od końca średniowiecza, wykorzystując inspiracje z socjologii durkheimowskiej. Podobnie jak w Polsce głosił Jan Rutkowski, punktem wyjścia dla wniosków o wsi były nie, jak dotąd czyniono dotąd źródła prawne, lecz analiza konkretów materialnych, jak np. podziały pól, technika rolnicza. Po drugiej wojnie światowej główną postacią szkoły Annales stał się Fernand Braudel autor głośnego dzieła: „Morze Śródziemne i świat śródziemnomorski w epoce Filipa II”. Książka ta uwidoczniła usiłowanie zerwania z tradycyjnym kręgiem inspiracji, nawiązanie do badań gospodarczych, głównie do François Simianda (1873-1935), prekursora badań fluktuacji gospodarczych w historii. Tak więc historia polityczna pozostała poza zasięgiem zainteresowań szkoły Annales. Ze szkołą Annales było związanych wielu historyków gospodarczych, w tym Ernest Labrousse (1895-1988), autor klasycznego już dzieła o cenach i dochodach we Francji w XVII wieku, Jean Meuvret (dzieje agrarne), Pierre Goubert (badania agrarne) czy oryginalny historyk gospodarczy Michel Morineau (ur. 1936) nieraz będący krytyczny wobec tej szkoły. Później szkoła Annales uległa ewolucji. Początkowo pod egidą Braudela skoncentrowała uwagę wokół badania dziejów gospodarczych, struktur, koniunktur, cen itd. Nurt ten, w odróżnieniu od tradycyjnej historiografii zdarzeniowej nazywany jest nurtem ilościowo-procesualnym i jest odłamem historiografii nieklasycznej (w odróżnieniu do klasycznej, czyli historii zdarzeniowej).
W okresie po II wojnie światowej do już istniejących szkół doszła jeszcze tzw. New Economic History, która kładzie nacisk na zastosowanie ekonometrycznych modeli zjawisk historycznych oraz szerokie wykorzystanie analizy statystycznej.
Najbardziej chyba widocznym procesem rozwojowym historiografii, szczególnie po drugiej wojnie światowej, był rozwój jak już wspomniano historii gospodarczej. Jest to dziedzina historii, w której presje zewnętrzne mają stosunkowo najmniejszą możliwość w porównaniu z innymi dziedzinami, do uzewnętrznienia się. Historia gospodarcza realizowała zatem w stosunkowo największym stopniu postulat obiektywności i, być może, dlatego, niezależnie od powojennych wpływów szkoły Annales, przyciągała nowych adeptów. Przyczyniła się do tego także popularność marksizmu, zwracającego uwagę na dominującą rolę w historii czynnika gospodarczego. Organizowane systematycznie kongresy historii gospodarczej ściągały nieraz do dwóch tysięcy uczestników. Były tam takie nazwiska jak F. Braudel, Michael Postan (Wielka Brytania), Herman Van de Wee (Belgia), Kristof Glaman (Dania), Rondo Cameron (Stany Zjednoczone), Aldo de Maddalena (Włochy), Jean-François Bergier (Szwajcaria). Równolegle organizowano we Włoszech w Prato wielkie konferencje historyków gospodarczych, poświęcone różnym problemom gospodarczym średniowiecza i czasów nowożytnych.
W Stanach Zjednoczonych, a także w Wielkiej Brytanii i Australii od końca lat pięćdziesiątych rozwijać się tzw. kliometria, inaczej zwana „nową” historią gospodarczą. Stała się ona najbardziej w XX wieku radykalnym programem „unaukowienia” historiografii. Miał być to zabieg dokonany poprzez sięgnięcie do metod ekonometrycznych oraz wnioskowania kontrfaktycznego, by dojść do ilościowej oceny wagi oddziaływania takich czy innych czynników. Na przykład przedstawiciel tego kierunku, Robert Fogel (ur. 1926), w pracy: „Koleje żelazne a rozwój Ameryki” (1964) starał się ilościowo pokazać, jaki był wpływ rozwoju kolei na wzrost gospodarczy Ameryki w XIX wieku. Postawił pytanie: jaki byłby rozwój gospodarczy Ameryki, gdyby nie było kolei żelaznych, a korzystano by z transportu wodnego. Okazało się, że dotąd wpływ kolei żelaznych na rozwój gospodarczy przeceniano. W 1974 roku, wraz ze Stanleyem Engermanem, Fogel opublikował pracę, w której badał z kolei efektywność plantacyjnej gospodarki niewolniczej na południu Stanów Zjednoczonych. Innymi wybitnymi przedstawicielami tego nurtu byli Albert Fishlow i Douglass North. Z tym ostatnim łącznie Fogel otrzymał w roku 1993 za kliometryczne badania Nagrodę Nobla w dziedzinie ekonomii. Dodajmy, że teoretyczną podstawą „New Economic History” była neoklasyczna teoria ekonomiczna.
Obok „nowej historii gospodarczej” pojawiła się, oczywiście mniej głośna, „nowa” historia miast, skoncentrowana wokół statystycznego badania mobilności gospodarczej (głównym promotorem był Stephen Thernstrom, autor wydanej w 1964 roku pracy Poverty and Progress), „nowa historia agrarna” itd.
Część historyków dziejów gospodarczych pozostała pod wpływami tzw. marksizmu zachodniego. Należą do nich Eric Hobsbawm (ur. 1917), autor wielu fundamentalnych prac na temat rewolucji przemysłowej, ruchu robotniczego, rewolucji. Z Anglii pochodził także Edward P. Thompson (1924-1994), znany przede wszystkim z książki: The Making of the English Working Class (1963), w której ukazał w sposób nowatorski skomplikowany proces tworzenia się klasy robotniczej. Wśród innych znanych autorów piszących w dawniejszych dziesięcioleciach pod wpływem marksizmu są Perry Anderson (ur. 1938), historycy gospodarczy z lat pięćdziesiątych i sześćdziesiątych z Włoch: Emilio Sereni, Luigi del Palne i Delio Cantimori, we Francji Charles Parain, w Stanach Zjednoczonych Eugen D. Genovese (ur. 1930), badacz świata panów i niewolników w południowych stanach Ameryki. Krytykował on min. tezy Fogla i Engermana, tez nazbyt chłodnych i ograniczonych do rachunku ekonomicznego.

## Historia gospodarcza w Polsce
W Polsce rozwój historii gospodarczej wiąże się przede wszystkim z działalnością redaktorów Roczników Dziejów Społecznych i Gospodarczych – Franciszka Bujaka, twórcy tzw. szkoły lwowskiej (badania nad historią osadnictwa, klęskami elementarnymi, historią cen, wielką własnością ziemską) oraz Jana Rutkowskiego, założyciela szkoły poznańskiej (dzieje wsi i folwarku).
Franciszek Bujak (1875-1953) należał do pierwszych polskich historyków dziejów gospodarczych i dziejów wsi. W pierwszym dwudziestoleciu XX wieku poświęcił się na analizie stosunków ekonomicznych w Galicji. Po nowatorskich metodycznie socjologicznych opisach zbiorowości terytorialnej, uwzględniających genezę ich stanu demograficznego i społeczno-gospodarczego (Maszkienice, wieś powiatu brzeskiego, 1901, Limanowa, miasteczko powiatowe w Zachodniej Galicji. Stan społeczny i gospodarczy, 1902, Żmiąca, wieś powiatu limanowskiego. Stosunki gospodarczo-społeczne 1903, Maszkienice od roku 1900 do 1911, 1914). Następnie prowadził badania nad różnymi aspektami wsi galicyjskiej aż do czasów mu współczesnych (Wieś zachodniogalicyjska u schyłku XIX wieku, 1904, Uwagi o społeczeństwie galicyjskim, 1907, Galicja, t. 1-2, 1908–1910, Rozwój gospodarczy Galicji 1772-1914, 1917). W tych ostatnich badaniach łączył analizę historyczną dotyczącą zwłaszcza stosunków gospodarczych z podejściem i metodyka socjologiczną. Dzięki tym pracom, w dużej mierze zwrócił uwagę na źródła skarbowe, kościelne księgi metrykalne oraz sądowe księgi wiejskie. Wydobywając znaczenie tych źródeł dla historii gospodarczej, nakreślił program ich publikacji i zasygnalizował konieczność szerokich badań nad przemianami demograficznymi, historią cen, metrologią historyczną oraz kroniką klęsk elementarnych. O ile te postulaty podobnie jak krytyka teorii stadiów rozwoju ekonomicznego przedstawianych przez ekonomistów niemieckich, stanowiły adaptację do stosunków polskich, osiągnięć obcych, o tyle połączenie przez Bujaka analizy ekonomiczno-socjologicznej było jego oryginalnym osiągnięciem. Inspirowany początkowo pozytywizmem, przyjmował jako oczywisty postulat wykrywanie praw szczegółowych rządzących zjawiskami historycznymi, był przeciwnikiem „historii zdarzeniowej”. Choć zajmował się głównie rolą czynnika ekonomicznego w dziejach, nie uznawał w zasadzie hierarchii czynników wśród zjawisk społecznych i jako jeden z pierwszych podważał teorię szczebli rozwojowych sformułowaną przez uczonych niemieckich – W. Sombarta, K. Buchera i innych. Po raz pierwszy w nauce polskiej sprecyzował koncepcję historii gospodarczej jako odrębnej dyscypliny. Za najważniejsze jej zadania uważał badanie cen (Historia stosunków gospodarczych, 1906). W tym kierunku prowadził szereg prac swych uczniów. Jego działalność pedagogiczna pozwoliła na stworzenie wielu serii: „Biblioteki Puławskiej (1927-1931), „Badania Dziejów Społecznych i Gospodarczych” (od 1925), „Bibliotekę Dziejów i Kultury Wsi” (od 1936), „Wieś i państwo” (od 1938). Założył też z Janem Rutkowskim w 1931 roku „Roczniki Dziejów Społecznych i Gospodarczych”. Ta szeroka działalność pozwoliła na stworzenie własnego zespołu badawczego. Organizował i kierował cyklami badań monograficznych w zakresie historii wielu dziedzin życia społecznego i gospodarczego. Dążył do stworzenia podstaw dla całościowego ujęcia gospodarczych dziejów Polski. Zakładał, że wspólne wyznaczniki zapewniają porównywalność wyników studiów nad przemianami w ciągu kilku wieków na różnych obszarach. Uważał jednak, że zapomniano jednak w tych badaniach, że w poszczególnych okresach układy ekonomiczne „są wypadkową istniejącego wówczas ugrupowania czynników i motorów gospodarczych, co zmienia znaczenie i rolę tych samych czynników różnych czasach. Ostrą krytyką min. S. Arnolda, J. Rutkowskiego i W. Kuli wywołał dyskusję w sposobie konstruowania średnich cen przeliczanych w kruszcu i wskaźników zmiany cen. Wskazywał na znaczenie ruchu cen nominalnych, konieczność stosowania średnich ważonych, znaczenie udziału składników pieniężnych w dochodach i wydatkach, w konsumpcji i inwestycjach dla zrozumienia zmian cen. W ten sposób zostały postawione jednolite metody badawcze dla swojej szkoły historii gospodarczej. Był razem J. Rutkowskim współtwórcą polskiej szkoły historii gospodarczej. Jan Rutkowski (1886-1949) obok F. Bujaka był współtwórcą polskiej historii gospodarczej jako odrębnej dyscypliny. Jako uczony odznaczał się dążeniem do ujęć modelowych i wysoko rozwiniętą świadomością metodologiczną. W centrum jego zainteresowań znalazły się dzieje agrarne Polski w okresie nowożytnym. Już w pierwszych pracach: Studia nad położeniem włościan w Polsce w XVII w. (1914), Przebudowa wsi w Polsce po wojnach z połowy XVII w. (1916), Statystyka zawodowa ludności wiejskiej w Polsce w drugiej połowie XVI w. (1918) dążył do uogólnień, przedstawiając skład zawodowy ludności, położenie prawne chłopów i organizację wielkiej własności ziemskiej. W tych pracach wykazał gruntowne przygotowanie w zakresie statystyki i zrobił wiele dla wprowadzenia tej metody do historii gospodarczej. Szeroko stosował metodę porównawczą. W 1921 roku wydał monografię Poddaństwo włościan w XVIII wieku w Polsce i w niektórych innych krajach Europy, pierwszą analizę porównawczą stosunków agrarnych polskich i zachodnioeuropejskich, w której podniósł także zagadnienie dochodu społecznego – jednego z najbardziej istotnych problemów w późniejszych jego badaniach, jak i jego uczniów. Określił tam również zakres i zadania historii gospodarczej. W 1923 roku ukazał się jego Zarys gospodarczych dziejów Polski w czasach przedrozbiorowych (wyd.2 i 3 – 1946 i 1947 jako: Historia gospodarcza Polski, t.1). Sprecyzował tam przedmiot badań historii gospodarczej i jeszcze wyraźniej sformułował postulat badania podziału dochodu społecznego. Kilka jego prac dotyczyło genezy i rozwoju folwarku pańszczyźnianego w Polsce, badał w różnych aspektach dochody wielkiej własności ziemskiej. Podział dochodu społecznego uznał za czynnik warunkujący wszystkie dziedziny ustroju społeczno-gospodarczego i uczynił go zwornikiem swej syntezy, uznawanej do dziś za najlepsze opracowanie tematu (Historia gospodarcza Polski, t. 1-2, 1946–1950). Stwierdziwszy w Polsce jasno istnienie feudalizmu, wiele uwagi poświęcił temu zagadnieniu (Wokół teorii ustroju feudalnego. Prace historyczne, 1982, wydana w serii Klasycy Historiografii). Twórczość Rutkowskiego na wskroś nowoczesna, charakteryzowała się akcentowaniem teorii w badaniach, dążnością do ujęć modelowych oraz tendencją do kwantyfikacji. Franciszek Bujak i Jan Rutkowski założyli czasopismo „Roczniki Dziejów Społecznych i Gospodarczych”. Był to rocznik wydawany we Lwowie od 1931 do 1939 roku przez Lwowskie Towarzystwo Naukowe. Publikowano tam prace autorów o różnych poglądach i stanowiskach metodologicznych, propagowano badanie zjawisk za pomocą metod statystycznych. Informowano o tendencjach i osiągnięciach historii gospodarczej w innych krajach. Blisko 2/3 periodyku zajmował dział bibliograficzny dający szeroki i systematyczny przegląd krajowych i dużej części obcych publikacji z zakresu historii gospodarczej. Od 1946 roku pismo wydawane jest w Poznaniu. Uczniem Franciszka Bujaka był Roman Rybarski (1887-1942), ekonomista, historyk dziejów gospodarczych i polityk związany z endecją. Był wybitnym teoretykiem ekonomii, zwolennikiem austriackiej szkoły ekonomicznej, próbował łączyć jej teorie z historyzmem i rozważaniami dotyczącymi instytucji gospodarczych. Jego prace ściśle związane z ideologią i programem ekonomicznym Narodowej Demokracji okazały się mniej trwałe niż jego dorobek w zakresie historii gospodarczej. Podejmował ważne problemy naukowe do dziś dyskutowane w nauce (min. lichwy, handlu czy skarbowości polskiej). Pracę jego przerwała tragiczna śmierć w Oświęcimiu podczas wojny.
Po II wojnie światowej doszło w Polsce do znacznego ożywienia badań z zakresu historii gospodarczej, w czym istotną rolę odegrało z jednej strony znaczenie jakie przywiązywali do niej marksiści, a z drugiej, uznanie jej za mniej wrażliwą ideologicznie niż historia polityczna. Najważniejsi przedstawiciele dziedziny to:
- Witold Kula, który choć bliski historiografii marksistowskiej zachował w swych koncepcjach znaczną samodzielność i wywarł duży wpływ na światową historię gospodarczą. Pod wpływem szkoły Annales zapoczątkował w Polsce badania struktur społecznych w okresie rozwoju kapitalizmu, które zaowocowały licznymi pracami jego uczniów. Był światowej skali znawcą metrologii historycznej i wywarł wpływ na rozwój tej nauki na świecie. Jego wpływ na historię gospodarczą, zwłaszcza agrarną jest również duży. Jest on najczęściej tłumaczonym i cytowanym historykiem polskim. Jego „Teoria ekonomiczna ustroju feudalnego” (1962) miała rekordową liczbę wydań w wielu językach.
- Marian Małowist utrzymujący bliskie stosunki ze szkołą Annales. W swoich zainteresowaniach gospodarczych był całkowicie niezależny od szkoły lwowskiej F. Bujaka i poznańskiej J. Rutkowskiego. Koncentrował się na badaniach historii gospodarczej na styku z polityczną, żywo zainteresowany historią powszechną. Był twórcą przyjętej w nauce tezy o regresywnych konsekwencjach gospodarki folwarczno-pańszczyźnianej. Zajmował się też kolonializmem i handlem. Był obok F. Braudela, inspiracją dla I. Wallersteina przy tworzeniu teorii „europejskiej gospodarki światowej”. Unikał deklaracji metodologicznych, z koncepcji marksistowskiej nie przemawiała do niego teoria walki klas i nie podejmował tej tematyki. Pomimo że od lat 50. związany był ze szkołą Annales zachował odrębny, indywidualny styl badań. Ujmował problemy porównawczo i zawsze, jak u M. Blocha problem nie granice chronologiczne czy geograficzne zakreślały dlań ramy tematu.
- Jerzy Topolski wywodzący się ze szkoły poznańskiej;
- Andrzej Wyczański związany ze szkołą Annales.

## Podstawowe opracowania
- Chodyła Z., Rutkowski Jan, w: Encyklopedia historii gospodarczej Polski do 1945 roku, pod red. A. Mączaka, t. 2, s. 222–223.
- Dziedzictwo Witolda Kuli, Warszawa 1990.
- Grabski A. F., Franciszek Bujak i historia gospodarcza, w: A.F. Grabski, Kształty historii, Łódź 1985.
- Kaliński J., Historia gospodarcza XIX i XX wieku, Warszawa 2008
- Kochanowicz J., Teoria ekonomiczna ustroju feudalnego w oczach krytyków, w: W. Kula, Teoria ekonomiczna ustroju feudalnego w oczach krytyków, wyd.2, Warszawa 1983.
- Kofman J., Roczniki Dziejów Społecznych i Gospodarczych, w: Encyklopedia historii gospodarczej Polski do 1945 roku, pod red. A. Mączaka, t. 2, s. 185.
- Kula Witold, Problemy i metody historii gospodarczej, 1963.
- Kula Witold,  Teoria ekonomiczna ustroju feudalnego: próba modelu, 1962.
- Encyklopedia historii gospodarczej Polski do 1945 roku, t. 1-2, pod red. Antoniego Mączaka, Warszawa 1981.
- Landau Z., Rybarski Roman, w: Encyklopedia historii gospodarczej Polski do 1945 roku, pod red. A. Mączaka, t. 2, s. 223.
- Madurowicz – Urbańska H., Franciszek Bujak – o nowy kształt historii, w: Bujak F., Wybór pism, Warszawa 1976, t. 1.
- Pomorski Jan, Paradygmat „New economic history”: studium z teorii rozwoju nauki historycznej, 1985.
- Sosnowska Anna, Zrozumieć zacofanie. Spory historyków o Europę Wschodnią, 2004.
- Topolski Jerzy, Narodziny kapitalizmu w Europie XIV–XVII wieku, 1987.
- Topolski Jerzy, Jan Rutkowski, w: Wybitni historycy wielkopolscy, praca zbiorowa, Poznań 1989.
- Topolski Jerzy, Od Achillesa do Beatrice de Planissolle. Zarys historii historiografii, Warszawa 1998.
- Topolski Jerzy, O nowy model historii. Jan Rutkowski (1886-1949), Warszawa 1986.
- Trawkowski S., Bujak Franciszek, w: Encyklopedia historii gospodarczej Polski do 1945 roku, pod red. A. Mączaka, t. 1, s. 77–78.
- Wrzosek W., Historia – kultura – metafora. Powstanie nieklasycznej historiografii, Wrocław 1995.
- Noniewicz Cz., Historia gospodarcza Polski Odrodzonej, 2004